# Peter Colman
Pour les articles homonymes, voir Colman.
Peter Malcolm Colman (né en 1944 à Adélaïde), est un biologiste australien, à la tête de la division de biologie structurale du Walter and Eliza Hall Institute of Medical Research à Melbourne, en Australie.

## Éducation
Colman a fait ses études à l'université d'Adélaïde, où il a obtenu un baccalauréat ès sciences en physique en 1966 et un doctorat en 1969 pour des recherches sur la structure chimique des complexes d'acide parabanique sous la direction de Harry Medlin (en), avec une thèse intitulée « The physical structure of two parabanic acid complexes and an investigation of short intermolecular carbon-oxygen contacts ».

## Recherche et carrière
Les intérêts de recherche de Colman portent sur la biologie structurale,,, en particulier du lymphome humain à cellules B 2 (BCL-2),,,. Colman a déterminé la structure tridimensionnelle de la neuraminidase du virus de la grippe et, dans l'un des premiers cas de conception de médicaments basés sur la structure, a découvert le zanamivir, le premier inhibiteur de la neuraminidase de la grippe. Ses études structurelles ultérieures sur la résistance à cette classe de médicaments ont suggéré comment concevoir des médicaments contre des cibles mobiles. Ses découvertes sous-tendent le stockage de médicaments pour la préparation à une pandémie (en). Il a apporté des contributions fondamentales aux études structurales des anticorps et des complexes anticorps-antigène . Ses récents travaux sur l'apoptose résolvent le problème de longue date de la façon dont Bax pro-apoptotique change de conformation pour se dimériser, puis oligomériser et perméabiliser la membrane mitochondriale, une étape essentielle dans la voie intrinsèque de la mort cellulaire. Il a eu également un rôle prépondérant dans la conception du Oseltamivir (Tamiflu).
Il a collaboré notamment avec Hans Freeman (en) sur la plastocyanine
Son travail a été publié dans les principales revues scientifiques évaluées par des pairs, dont Nature,,,,,, le Journal of Molecular Biology et Nature Reviews Molecular Cell Biology (en).
Colman a travaillé à l'Université de l'Orégon, l'Université de Sydney, l'Université de Melbourne, l'Université de La Trobe, le Walter and Eliza Hall Institute et le CSIRO.

### Prix et distinctions

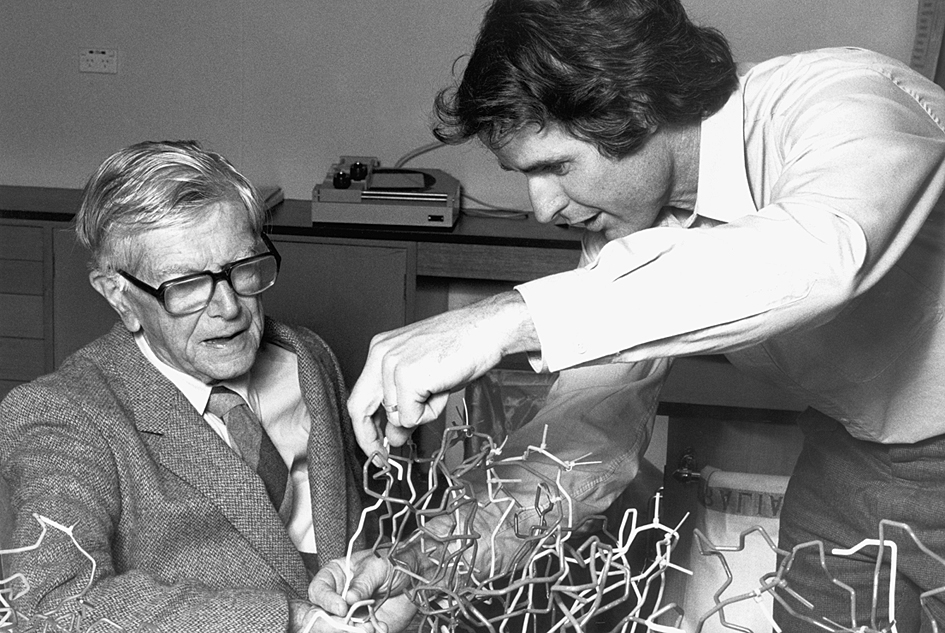
Peter Colman, montrant son modèle de protéine grippale (neuraminidase) à Frank Macfarlane Burnet.

Lors des honneurs de l'anniversaire de la reine 2017 (en), Colman a été nommé Companion de l'Ordre d'Australie (AC), la plus haute distinction civile d'Australie, « pour services éminents rendus à la recherche médicale, en particulier dans les domaines de la biologie structurelle et de la chimie médicinale, en tant que leader dans le domaine commercial, traduction des découvertes scientifiques, aux organisations professionnelles, et en tant que mentor de jeunes scientifiques ».
Colman a été élu membre de la Royal Society (FRS) en 2014. En 2001, il a reçu une médaille du Centenaire « Pour service rendu à la société australienne et à la science en biologie structurelle ». Colman a également été élu membre de l'Académie australienne des sciences en 1989 et membre de l'Académie australienne des sciences technologiques et de l'ingénierie (en) en 1997. Il est lauréat de la médaille et la conférence Macfarlane Burnet (en) en 1995, la médaille James-Cook (en) (1999) et le prix d'Australie (en) (1996). En 2004 il est lauréat de la médaille Florey pour la recherche en biologie structurale.